# Klein Haferbeck
Klein Haferbeck war ein Ort im ostpreußischen Kreis Preußisch Eylau. Seine Ortsstelle liegt heute im Munizipalkreis Rajon Prawdinsk (Stadtkreis Friedland (Ostpreußen)) in der russischen Oblast Kaliningrad (Gebiet Königsberg (Preußen)).

## Geographische Lage
Die Ortsstelle Klein Haferbecks liegt im südlichen Westen der Oblast Kaliningrad, 22 Kilometer nordöstlich der früheren Kreisstadt Preußisch Eylau (russisch Bagrationowsk) bzw. auch 22 Kilometer nordwestlich der heutigen Rajonshauptstadt Prawdinsk (deutsch Friedland (Ostpreußen)).

## Geschichte
Klein Haverbeck wurde neben den beiden schon bestehenden Orten Grünbaum (russisch Sokolniki) und Groß Haverbeck (Komarowo) auf ausgehauenem Waldland der Frisching-Forst gegründet. Nach 1820 war die Namensschreibweise Klein Hawerbeck, nach 1871 dann Klein Haferbeck.
Im 18. Jahrhundert war das Gut im Besitz des Landrats von Ostau auf Puschkeiten (russisch Sosnowka) im damaligen Kreis Friedland. Im Jahre 1800 gehörte es der Familie von Knobloch, 1820 umfasste es 350 Morgen Land bei einer Feuerstelle mit 21 Einwohnern – als Nebengut zu Puschkeiten. 1871 waren für Klein Haferbeck vier Wohngebäude, 15 Haushalte und 82 Einwohner genannt.
Als 1874 der Amtsbezirk Blankenau (russisch Jerschowo) im ostpreußischen Kreis Preußisch Eylau errichtet wurde, gehört der Gutsbezirk Klein Haferbeck von Anfang an dazu. In dieser Zeit war Heinrich Klövekorn Besitzer auf Klein Haferbeck, und es blieb im Eigentum seiner Familie bis 1934. Im Jahre 1910 zählte Klein Haferbeck 82 Einwohner.
Am 30. September 1928 wurde der selbständige Gutsbezirk Klein Haferbeck aufgelöst. Das Gut und sein inzwischen dazu erworbenes Vorwerk Randenau (bis 1905 Verlorenwalde) wurden Teile der neuen Landgemeinde Grünbaum (russisch Sokolniki). Das Gut mit seinem Vorwerk war 1932 411 Hektar groß, von denen 220 Hektar Acker, 24 Hektar Wiesen, 140 Hektar Weiden, 20 Hektar Wald und ein Hektar Wasser bei sechs Hektar Hof und Wege waren. Das Gut Klein Haferbeck gehörte seit dem 1. Dezember 1934 dem aus Domtau (russisch Dolgorukowo) kommenden Erich Teichert, nur Randenau blieb bei der Familie Klövekorn.
Klein Haferbeck kam 1945 in Kriegsfolge mit dem gesamten nördlichen Ostpreußen zur Sowjetunion. Aber schon bald verliert sich seine Spur. Weder eine russische Namensgebung noch die Zugehörigkeit zu einem Dorfsowjet sind belegt. So wird der kleine Ort bald verwaist gewesen sein und gilt heute als untergegangen. Seine Ortsstelle liegt jetzt im Rajon Prawdinsk (Stadtkreis Friedland (Ostpreußen)) in der Oblast Kaliningrad (Gebiet Königsberg (Preußen)) der Russischen Föderation.

## Religion
Bis 1945 war Klein Haferbeck in den Sprengel Almenhausen (russisch Kaschtanowo) im evangelischen Kirchspiel Almenhausen/Abschwangen eingepfarrt. Es gehörte zur Kirchenprovinz Ostpreußen der Kirche der Altpreußischen Union.

## Verkehr
Die Ortsstelle von Klein Haferbeck ist heute kaum noch auszumachen. Sie liegt an der bei Schwönau (russisch Perewalowo) von der Regionalstraße 27A-083 (ex A 196, frühere Reichsstraße 131) abzweigenden und bis nach Komsomolsk (Löwenhagen) an der 27A-025 (ex R 508) führenden Nebenstraße – zwischen Jerschowo (Blankenau) und Armeiskoje (Ackerau).